# ハイ・フライング・バード -目指せバスケの頂点-
『ハイ・フライング・バード -目指せバスケの頂点-』(High Flying Bird)は、2019年のアメリカ合衆国のスポーツ映画。監督はスティーヴン・ソダーバーグ。主演はアンドレ・ホランド。共演はザジー・ビーツ、メルヴィン・グレッグ、ソーニャ・ソーン、ザッカリー・クイント、ビル・デューク、カイル・マクラクランら。

## キャスト
※括弧内は日本語吹替
- レイ・バーク - アンドレ・ホランド（田村真）
- サム - ザジー・ビーツ（佐古真弓）
- エリック・スコット - メルヴィン・グレッグ（入野自由）
- マイラ - ソーニャ・ソーン（山像かおり）
- デイヴィッド・スター - ザッカリー・クイント（落合弘治）
- デイヴィッド・セトン - カイル・マクラクラン（てらそままさき）
- スペンサー - ビル・デューク（古川伴睦）
- エメラ・アンバー - ジェリー・プレスコット（英語版）（一城みゆ希）
- ダリウス - ケイレブ・マクラフリン
- その他の日本語吹き替え：村井雄治／宮里駿／金田愛／宮中はるか／清水はる香／障子聖奈／三瓶雄樹／野川雅史／蓮岳大／ボルケーノ太田

日本語版スタッフ：演出：鍛治谷功、翻訳：松崎裕幸、録音・調整：亀田亮治、録音スタジオ：studio GONG、制作：ACクリエイト

## 製作
2017年10月、スティーヴン・ソダーバーグが監督、タレル・アルヴィン・マクレイニーが脚本、主演をアンドレ・ホランドが務める新作映画の製作が発表された。なお、本作の製作はエクステンション765が務めている。2018年3月、ザジー・ビーツとカイル・マクラクランがキャストに加わった。同年4月、メルヴィン・グレッグがキャストに加わった。

### 撮影
主要な撮影は、2018年2月にニューヨークで始まり、同年3月15日に終了した。本作は、ソダーバーグの前作『アンセイン 〜狂気の真実〜』と同様に、IPhone 7のカメラで撮影された。

## 公開
2018年9月、Netflixは本作の配給権を獲得した。本作は、2019年1月のスラムダンス映画祭で世界初上映された後、同年2月8日に全世界で配信される。